# Bitty McLean

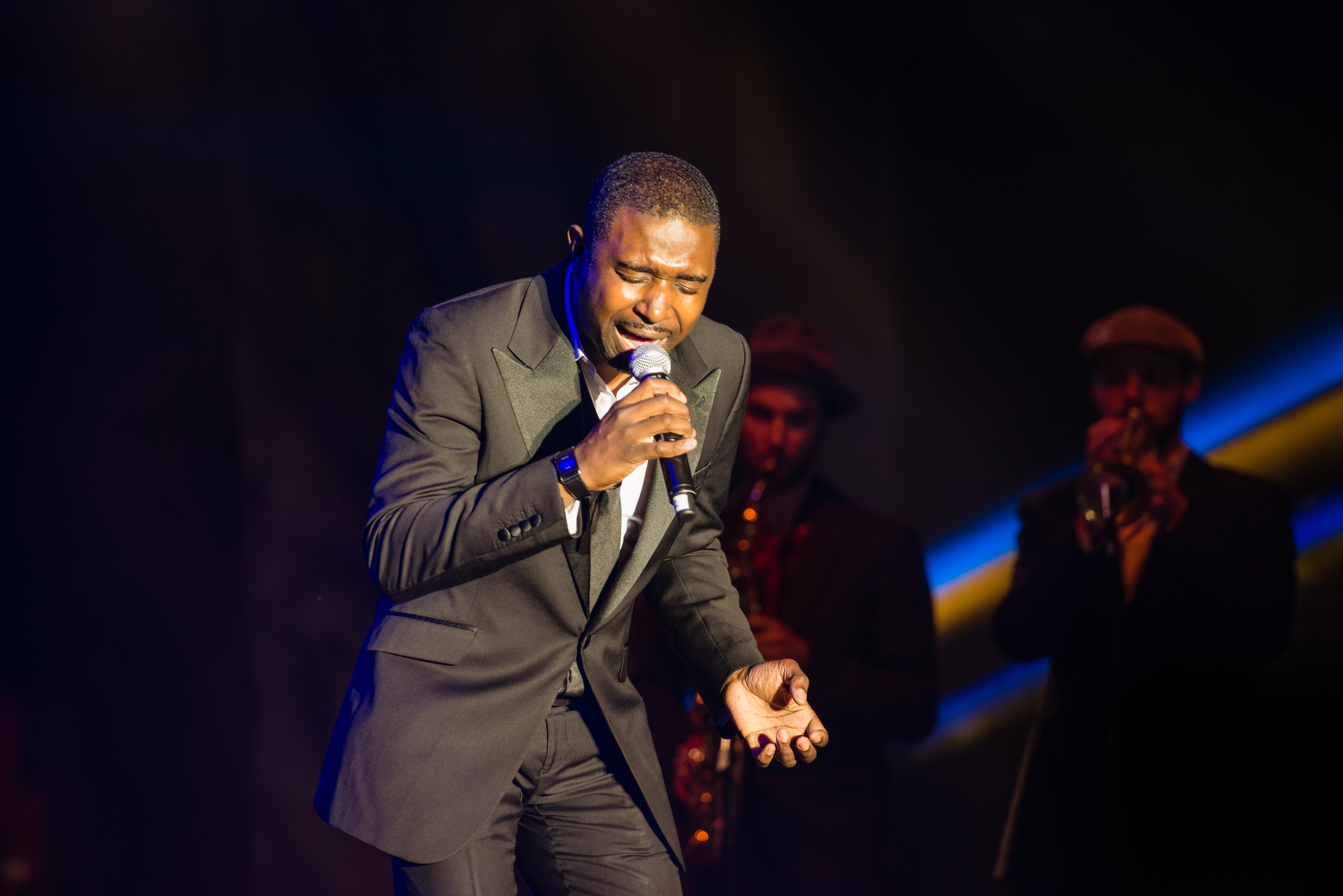
Bitty MacLean, Ruhr Reggae Summer 2014

Bitty McLean (ur. 8 sierpnia 1972 w Birmingham) – brytyjski wokalista reggae, ragga i lovers rock. Jego największe przeboje to "It Keeps Rainin' (Tears from My Eyes)", "Pass It On", "Here i Stand" i "Dedicated to the One I Love". Współpracował m.in. z UB40, Wet Wet Wet i Simply Red.

## Dyskografia
- Just to Let You Know... (1994)
- Natural High (1995)
- Soul to Soul (2003)
- On Bond Street KGN. JA. (2005)
- Made in Jamaica (2007)